# 조시원
조시원(趙時元, 1904년 10월 23일 ~ 1982년 7월 18일)은 대한민국의 독립운동가이다.
아직 개명하기 이전 이름은 조용원(趙鏞元)이며, 아호는 호일(胡逸)이고 본관은 함안(咸安)이다.

## 생애
경기도 양주 출생으로 조소앙의 친동생이다. 중화민국으로 망명한 둘째형 조소앙과 다른 형들을 따라 1920년 상하이로 건너가, 광복 시점까지 대한민국 임시정부, 광복군에서 활동했다. 그의 형제들은 6남 1녀중 조소앙과 그 자신을 포함한 여섯 명이 건국훈장을 받은 독립운동 가문이었다.
상하이의 대학에서 수학한 뒤 1928년 청년 조직에서 활동을 시작하여 베이징, 만주 등을 오가며 독립운동을 벌였다. 중국본부 한인청년동맹 상해지부의 김무정, 동만청년동맹의 양세봉 등이 이때 조시원과 함께 활동했던 인물들이다.
1930년에는 상하이에서 통일 전선인 한국광복진선(韓國光復陣線)을 결성했다. 1935년 조소앙과 홍진의 월간지 《진광(震光)》 발행에도 참가했다.
1938년 임시정부 선무단장, 1939년 임시의정원 의원, 1940년 한국독립당 중앙집행위원을 지냈고, 광복군 창군에 참가한 뒤 간부로 활동했다.
대한민국 정부수립이후 1949년 조소앙, 방응모와 함께 사회민주주의 정당인 사회당을 결성하였다. 이듬해 1950년 제2대 국회의원 총선거에 출마하여 경기도 양주갑에 당선되어 국회의원으로 활동하였다.
1963년 건국훈장 독립장이 수여되었다. 그의 부인인 이순승도 상하이에서 독립운동을 한 공로로 건국훈장 애족장을 수여 받았으며, 광복군 출신의 딸 조순옥과 사위 안춘생(前 대한민국 독립기념관 관장) 역시 독립유공자이다.

## 학력
- 경성제1고등보통학교 전퇴 (1946년 8월 29일 서울 경기중·고등학교 명예 졸업장 각각 수여)
- 중화민국 장쑤 성 상하이 난팡 대학교 부속중학교 졸업
- 중화민국 장쑤 성 상하이 난팡 대학교 역사사회학과 학사
- 대한민국 국방대학교 행정학사 1기(1956년)

## 역대 선거 결과
|  | 0% |

|  | 13.83% |

## 참고 자료
- 대한민국 국가보훈처, 이 달의 독립 운동가 상세자료 - 조시원 보관됨 2016-03-05 - 웨이백 머신, 2004년
- 《경향신문》 (2005.3.7) 다시쓰는 독립운동列傳 - 민족사상운동 앞장 조소앙 일가
- 창녕조씨 홈페이지, 조시원 (趙時元)[깨진 링크(과거 내용 찾기)]
- 조시원 - 대한민국헌정회